# Greg Louganis
Gregory Efthimios Louganis (San Diego, 29 de janeiro de 1960), conhecido por Greg Louganis, é um ex-saltador para a água norte-americano. Ex-bailarino, é considerado um dos maiores fenômenos da história dos saltos ornamentais. Louganis foi considerado o melhor do mundo nas competições de plataforma e trampolim, pelas quais conquistou cinco medalhas olímpicas.
Nos Jogos Olímpicos de Verão de 1988,ele se tornou bicampeão olímpico da prova do trampolim de 3 metros,mesmo errando os cálculos e batendo a cabeça na ponta da tábua de madeira em um dos saltos durante a eliminatória. Ele tentava um duplo salto mortal, de costas no trampolim de três metros. Levou cinco pontos e disputou as finais com um pedaço da cabeça raspada, revelando os pontos cirúrgicos.
Louganis já havia chocado outra vez com a plataforma em 1979, em Moscou, quando ficou desmaiado por vinte minutos. Em 1983, durante as Universíadas de Edmonton, no Canadá, o jovem atleta soviético Sergei Chalibashvili fazia sua série na plataforma de 10 metros quando bateu a cabeça contra o bloco de cimento. Devido a uma "lesão cerebral craniana aguda devido a traumatismo contuso", ele entrou em coma por uma semana e, posteriormente, morreu de insuficiência cardíaca, nunca tendo recuperado a consciência. O competidor seguinte era Louganis, na época com 23 anos, que sentiu um ligeiro tremor nos degraus da plataforma, no momento da pancada de Chalibashvili, mas não viu a queda do adversário. Reparou só na água suja de sangue. A final continuou normalmente e Louganis se tornou campeão mundial universitário.
Em 1994, Louganis assumiu publicamente ser gay e alguns anos depois, que era soropositivo.

## Honrarias
- Em 1984, Louganis recebeu o Prêmio James E. Sullivan da Amateur Athletic Union (AAU) como o atleta amador mais destacado dos Estados Unidos.
- Em junho de 2013, Louganis foi introduzido no California Sports Hall of Fame.[2]
- Em 2 de agosto de 2013, ele foi induzido ao National Gay and Lesbian Sports Hall of Fame.[3]
- Em 2015, Louganis recebeu o Prêmio Bonham Centre Award do Centro Mark S. Bonham de Estudos da Diversidade Sexual, da Universidade de Toronto, por suas contribuições para o avanço e a educação de questões relacionadas à identificação sexual. No mesmo ano ele foi indicado para ser um dos portadores da Tocha da Esperança das Special Olympics.[4]
- Em 2016, ele foi selecionado como Grão-Marechal do Rose Parade de 2017 em Pasadena, Califórnia.[5]